# Porziuncola
La Porziuncola (in latino Portiuncula) è una piccola chiesa situata all'interno della basilica di Santa Maria degli Angeli, presso Assisi, annoverata tra i luoghi francescani più importanti: tra le sue mura, san Francesco comprese infatti la sua vocazione, accolse santa Chiara e i primi frati, ricevette infine il cosiddetto Perdono di Assisi, divenendo uno dei luoghi prediletti dal santo. Legato a questa chiesa è appunto il Perdono d'Assisi (o "Indulgenza della Porziuncola"), che inizia la mattina del 1º agosto e si conclude alla sera del 2 agosto, giorni nei quali l'indulgenza, qui concessa tutti i giorni dell'anno, si estende alle chiese parrocchiali e francescane di tutto il mondo.

## Storia
L'edificazione della Porziuncola - all'epoca chiamata con il nome latino Portiuncola, con riferimento al piccolo pezzo di terreno dove era situata, ai piedi del monte Subasio - viene fatta risalire al  IV secolo, e sarebbe opera di eremiti provenienti dalla Palestina. Nel 516 ne avrebbe preso possesso san Benedetto stesso, per i suoi monaci. La Porziuncola fu la terza chiesa riparata da san Francesco dopo la sua vocazione: mentre egli pregava di fronte al Crocifisso di San Damiano, sentì una voce che diceva: "Va' e ripara la mia chiesa". L'edificio dipendeva all'epoca dal monastero di San Benedetto al Subasio.
La Porziuncola divenne per Francesco un luogo particolare, dove sostava spesso in preghiera; qui capì che doveva vivere "secondo il Santo Vangelo". Proprio dalla Porziuncola Francesco inviò i primi frati ad annunciare la pace.
Nel 1205 scelse questo luogo, allora tra le selve, come dimora e vi fondò l'Ordine francescano. Il 2 agosto 1216, alla presenza di sette vescovi umbri (Guido di Assisi, Giovanni di Perugia, Egidio di Foligno, Benedetto di Spoleto, Villano di Gubbio, Rinaldo di Nocera e Bonifacio di Todi), il piccolo edificio fu consacrato e vi fu proclamato il cosiddetto Perdono d'Assisi.

La Vita seconda di fra Tommaso da Celano riferisce quanto segue:
Un santo frate, prima della sua conversione, aveva avuto, a proposito di Santa Maria degli Angeli una visione degna di essere riferita.»
(Fra Tomaso da Celano, Vita secunda Francisci, cap. XII-XIII.)
Nel luogo sembra che preesistesse una chiesa consacrata a Maria, collegata alla memoria locale di antiche apparizioni, attestate anche negli scritti dei frati francescani.
Qui si tenne anche il "Capitolo delle stuoie". 
(Fioretti di San Francesco, cap. XVIII)
Vicino alla Porziuncola, nel luogo dove ora si trova la cappella del Transito, san Francesco morì la sera del 3 ottobre 1226.
La Porziuncola fu anche il luogo dove santa Chiara, fuggita dalla sua famiglia, venne accolta e abbracciò sorella povertà in occasione della sua conversione. Due sono le date che ricordano questo avvenimento. La prima, il 28 marzo 1211, Domenica delle Palme, data in cui, secondo le fonti storiche, santa Chiara fuggì di notte dalla casa paterna e giunse presso san Francesco, alla Porziuncola, ora Santa Maria degli Angeli, all'alba del 29 marzo 1211, data in cui ebbe anche la tonsura e indossò per la prima volta l'abito monastico. La seconda, altrettanto accreditata, riconduce la fuga di santa Chiara al 18 marzo 1212, un anno dopo, data che cade sempre tra la Domenica delle Palme e l'alba del lunedì seguente, 19 marzo.
La chiesa è costruita con pietra cavata dal monte Subasio.

## Descrizione

### Interno
L'interno è costituito da un'unica aula con piccola abside, chiusa da una pala d'altare datata 1393, opera del pittore Ilario da Viterbo. In questa pala viene narrata la storia del Perdono di Assisi. 
Il piccolo edificio (di soli 4 metri per 7) conserva tuttora le strutture trecentesche, compreso il tetto con la copertura in marmi bianco e rosa. Il recente restauro, dovuto al sisma del 1997 e terminato nel 1999, ha fatto rinvenire il pavimento originale in "cocciopesto", che era stato ricoperto dalle strutture cinquecentesche.

### Esterno

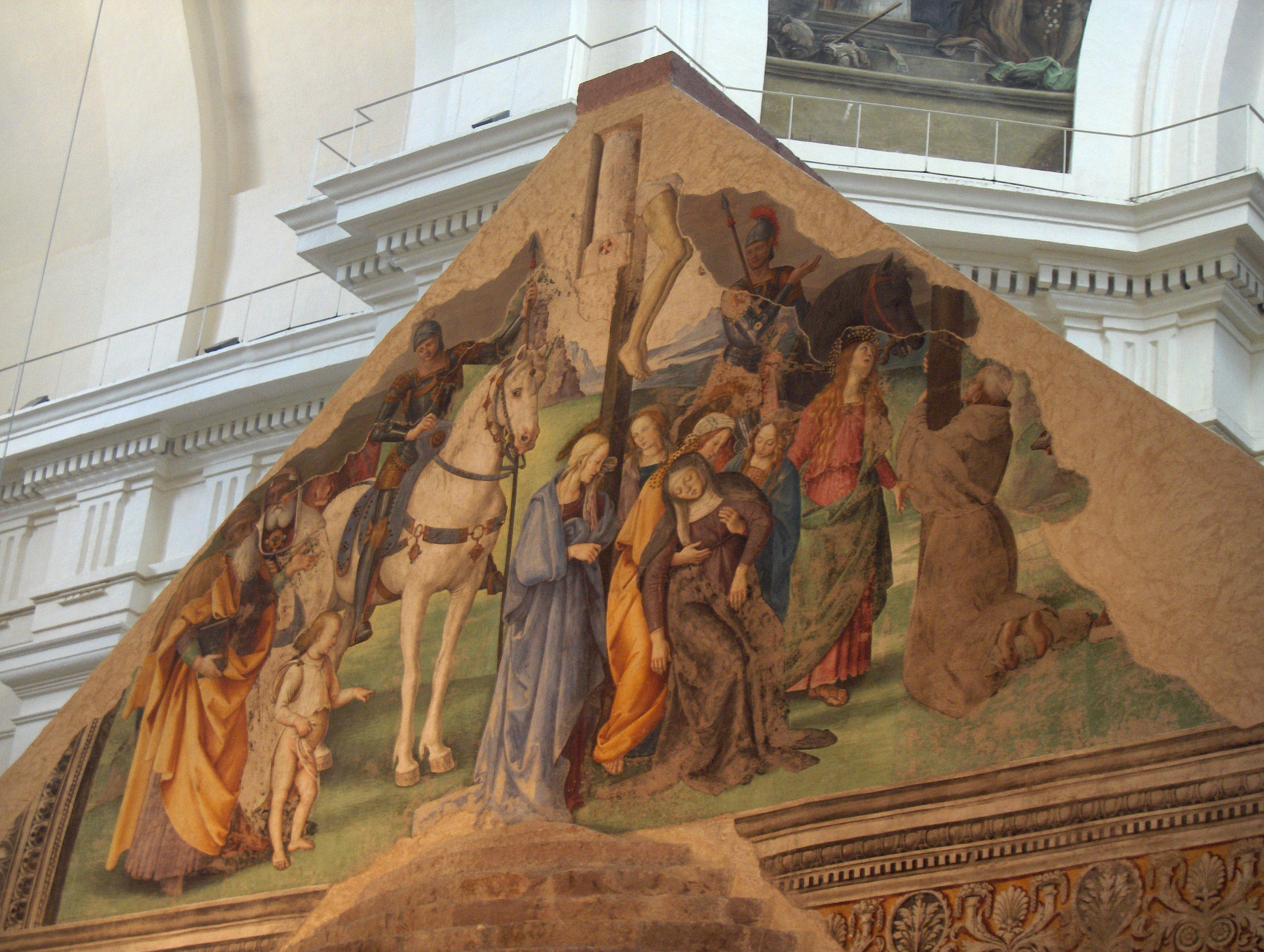
Pietro Vannucci (attr.), Crocifissione

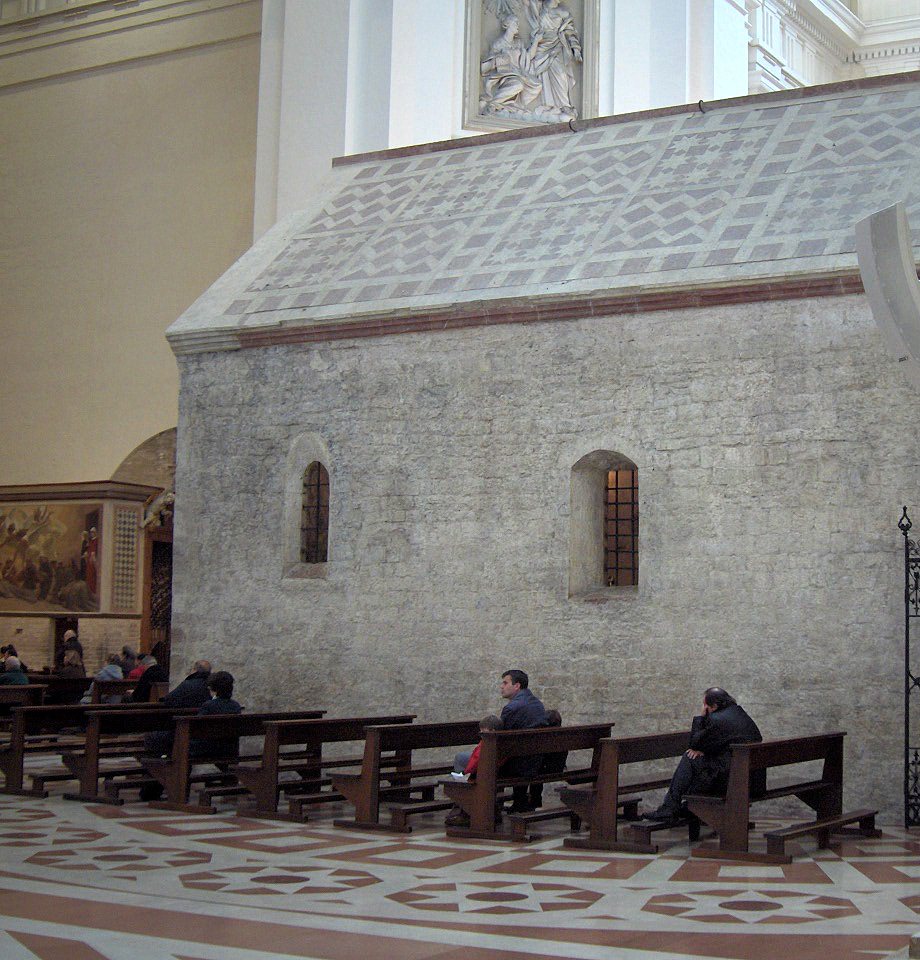
Vista laterale della Porziuncola

Sull'arco del portale d'ingresso, sulla fascia d'oro che incornicia l'affresco della facciata, sono scritte le parole "La tua richiesta Francesco accolgo" pronunciate da Gesù in risposta alla richiesta del Santo: che a tutti quanti, pentiti e confessati, verranno a visitare questa chiesa, conceda ampio e generoso perdono, con una completa remissione di tutte le colpe. A sottolineare l'ingresso nel luogo dell'indulgenza altre due brevi iscrizioni, una incisa sulla soglia: Hic locus sanctus est (questo luogo è santo) e l'altra scritta alla base dell'altare dell'affresco sopra la porta: Haec est porta vitae aeternae (questa è la porta della vita eterna).
L'ingresso alla Porziuncola è sproporzionato, così come lo è la porta laterale aperta nel XIX secolo per consentire il flusso delle grandi folle di pellegrini. Sul lato destro esterno è affisso uno dei documenti epigrafici più antichi dell'Ordine: la lapide della tomba di Pietro Cattani, morto il 10 marzo 1221 quando ancora era in vita Francesco. Si racconta che folle di devoti accorrevano alla sua tomba disturbando la preghiera dei frati; Francesco allora esortò Cattani ad essere obbediente in morte come lo era stato in vita e, quindi, gli ordinò di "non compiere più miracoli". E -secondo la tradizione- così avvenne.
La facciata era stata decorata nel 1639 dall'assisiate Girolamo Martelli. L'affresco attuale fu eseguito nel 1830 dal pittore nazareno Friedrich Overbeck e vi è rappresentato lo stesso soggetto dell'affresco precedente, Francesco che chiede a Gesù e a Maria la concessione dell'indulgenza plenaria. In alto, una lanterna in stile gotico (XIV-XV secolo) con una statua della Vergine, una Madonna del latte degli inizi del XIV secolo. Sulla parete esterna dell'abside un affresco raffigurante la Crocifissione, recentemente ripulito, in cui sembra possa riconoscersi la mano del pittore Pietro Vannucci, detto il Perugino; è quel che resta di un più grande affresco che ricopriva la parete del convento del XVI secolo, abbattuto quando la Porziuncola fu inglobata dalla grande basilica di Santa Maria degli Angeli, innalzata, per volere di papa Pio V, negli anni 1569-1679, su disegno di Galeazzo Alessi.

## Curiosità
La città di Los Angeles è stata fondata nel 1769 dall'esploratore catalano Gaspar de Portolá col nome di El Pueblo de Nuestra Señora la Reina Virgen de los Ángeles del Rio de la Porciúncula de Asís, ossia il villaggio di Nostra Signora la Regina Vergine degli Angeli del fiume della Porziuncola di Assisi.